# Cięcie (film)
Cięcie (tytuł oryg. Cut) – horror filmowy powstały w koprodukcji australijsko-amerykańsko-niemieckiej w 2000 roku.

## Fabuła
Kilkoro studentów postanawia zakończyć kręcenie filmu, który nie został ukończony, ze względu na zamordowanie jego reżysera. Studenci nie zwracając uwagi na okoliczności i wybierają się w miejsce, gdzie nakręcono ostatnie sceny. Nie zdają sobie jednak sprawy z tego, że czeka tam na nich śmiertelne niebezpieczeństwo. Wraz z rozpoczęciem zdjęć, rozpoczynają się również zabójstwa. 

## Obsada
- Molly Ringwald – Vanessa Turnbill/Chloe
- Frank Roberts – Brad/Scarman
- Kylie Minogue – Hilary Jacobs
- Geoff Revell – Lossman
- Simon Bossell – Bobby Doog
- Jessica Napier – Raffy Carruthers
- Stephen Curry – Rick Stephens
- Sarah Kants – Hester Ryan
- Steve Greig – Jim Pilonski
- Sam Lewis – Damien Ogle
- Matt Russell – Paulie Morrelli
- Erika Walters – Cassie Woolf
- Phyllis Burford – Martha
- Peter Green – Sen Det Hollander
- Caroline Mignon – detektyw Lucy Carter
- Edwin Hodgeman – pan Drivett